# Bruno Casini
Bruno Casini (Firenze, 1318-1319 – Firenze, 1348) è stato un retore e poeta italiano, amico di Francesco Petrarca e di Giovanni Boccaccio.

## Biografia
Figlio del maestro cimatore Casino, Bruno Casini nacque a Firenze verso il 1318 o il 1319. Non si sa nulla della sua immediata formazione, se non che si formò sui testi di Cicerone e che dimostrò un'intelligenza prodigiosa fin dalla giovinezza. Estimatore di Francesco Petrarca, che non lo conosceva personalmente, Casini aprì una scuola di retorica nella città natale in cui si insegnava l'utilizzo della retorica ciceroniana a fini declamatori e politici, secondo quanto sarà tipico del primo umanesimo civile fiorentino. Entrato nell'élite culturale fiorentina, ebbe modo di conoscere, seppur indirettamente, Petrarca al quale inviò una lettera con un'epistola in metrica in cui lo si esortava ad avvicinarsi al territorio fiorentino per esaudire il desiderio di conoscenza da parte dei suoi giovani estimatori. Il Casini morì appena trentenne durante la grande pestilenza del 1348 nella sua Firenze.